# Mýto v Čechách
Mýto (deutsch Mauth) ist eine Stadt mit 1558 Einwohnern (Stand: 1. Januar 2023) in Tschechien. Sie liegt zwölf Kilometer nordöstlich von Rokycany und 28 Kilometer östlich von Pilsen im Brdywald und gehört zum Okres Rokycany. Die Katasterfläche beträgt 1780 ha.

## Geographie
Der Ort befindet sich in 443 m ü. M. im nördlichen Teil des Brdywaldes im Tal des Holoubkovský potok. Im Norden erhebt sich der Mýtský vrch (538 m) und im Süden der Osičina (618 m). Am nördlichen Stadtrand verläuft die Trasse der Autobahn D 5 / Europastraße 50 zwischen Pilsen und Prag, von der die Ausfahrt 50 – Mýto in die Stadt und nach Těškov führt. Durch den Ort verläuft die Staatsstraße 605 zwischen Rokycany und Žebrák sowie die Eisenbahn zwischen Rokycany und Hořovice. In der Umgebung von Mýto befinden sich zwei große Teiche, der Podmýtský rybník am westlichen Stadtrand und der östlich bei dem Weiler Svatý Štěpán gelegene 56 ha große Štěpánský rybník, die beide vom Holoubkovský potok gespeist werden.
Nachbarorte sind Lhota pod Radčem und Sirá im Norden, Cekov im Nordosten, Kařízek und Cheznovice im Osten, Strašice im Süden, Medový Újezd im Südwesten, Holoubkov im Westen sowie Těškov im Nordwesten.

## Geschichte
Die erste schriftliche Erwähnung von Mýto stammt aus dem Jahre 1296. Der Ort aber älter und war bereits Pfarrort, da in der Ersterwähnung ein Pfarrer Gottfried genannt wird. Zu dieser Zeit führt durch Myto eine wichtige Handelsverbindung von Prag nach Bayern an der eine Mautstation errichtet worden war und die wahrscheinlich zum Ursprung der Stadt wurde. Dieser Platz ist jedoch nicht das heutige Stadtzentrum, sondern die Umgebung der Kirche St. Stephan im heutigen Weiler Svatý Štěpán gewesen.
1325 verlieh Johann von Luxemburg das Recht zur Erhebung des Wegezolls in Mauth an Peter I. von Rosenberg, der dafür den Schutz der Straße zwischen Pilsen und Bettlern übernahm. In der Folgezeit entstand einen Kilometer südwestlich an der Handelsstraße eine neue Ansiedlung in der um das Jahr 1350 eine neue Kirche entstand, die dem Evangelisten Johannes geweiht wurde. In der 2. Hälfte des 14. Jahrhunderts wurde das neue Mýto durch die Rosenberger zum Städtchen erhoben und es entstanden ein Gasthaus, Badehaus sowie acht Fleischbänke.
Während der Hussitenkriege sammelte Andreas Prokop 1431 in Mýto seine Heerscharen für die Schlacht bei Taus und auch Georg von Podiebrad rüstete hier seine Truppen für die Kämpfe mit dem Strakonitzer Bund. Der Ort befand sich in dieser Zeit fest in der Hand der Hussiten und blieb von deren Plünderungen verschont.
1639 plünderten und brandschatzten die Truppen des schwedischen Generals Banér Mýto. Zur Wiederaufhilfe des darniederliegenden Städtchen erließ Leopold I. Mýto den Zins aus dem Zolleinnahmen für die Wiederherstellung der Kirche und den Bau einer Schule.
Durch den Eisenbahnbau verlor die Handelsstraße in der zweiten Hälfte des 19. Jahrhunderts ihre Bedeutung. Dadurch verarmte das Städtchen, dessen Bewohner bis dahin von den Geschäften mit den durchreisenden Fuhrleuten gelebt hatten. Als neuer Broterwerb hielt das Nagel- und Zweckenschmiedehandwerk Einzug, das bis in die 1960er Jahre in Mýto betrieben wurde. Als Nebenerwerb diente die Landwirtschaft. Bedeutsam waren auch Brauerei und die 1870 gegründete Mälzerei. 1897 wurde die Brauerei stillgelegt und ausschließlich die Malzfabrikation fortgeführt. In der Zeit des Übergangs vom 19. zum 20. Jahrhundert wurden Teile des Ortes durch mehrere Stadtbrände vernichtet. Am 7. Juni 1905 verlieh Kaiser Franz Joseph I. Mauth die vollen Stadtrechte. Beim Stadtbrand von 1908 wurden 68 Häuser zerstört. Nach dem Eisenbahnbau erhielt die Stadt, die sich zuvor nur am rechten Ufer des Holoubkovský potok erstreckte, eine Erweiterung nach Süden, wo gegenüber dem Bach am Bahnhof eine neue Siedlung entstand. 1923 brannte die Kuppel der Kirche St. Stephan.
Die Mälzerei, die sich bis 1945 im Besitz des Unternehmens Dr. Ebert & Sohn befand, war in der Mitte des 20. Jahrhunderts eine von zwei Mälzereien in ganz Böhmen. Vor dem Zweiten Weltkrieg war die Schweiz der Hauptabnehmer für den Malzexport aus Mýto und nach Kriegsende wurde die Produktion auf Farbmalz erweitert, der bis nach Venezuela, Norwegen, Schweden, Kuba, Griechenland und in die Sowjetunion exportiert wurde. Im Jahre 1994 erfolgte die Schließung der Malzfabrik.

## Ortsgliederung
Für die Stadt Mýto sind keine Ortsteile ausgewiesen. Zu Mýto gehören die Siedlung Kařízek II und die Weiler Svatý Štěpán und U Huti.

## Sehenswürdigkeiten

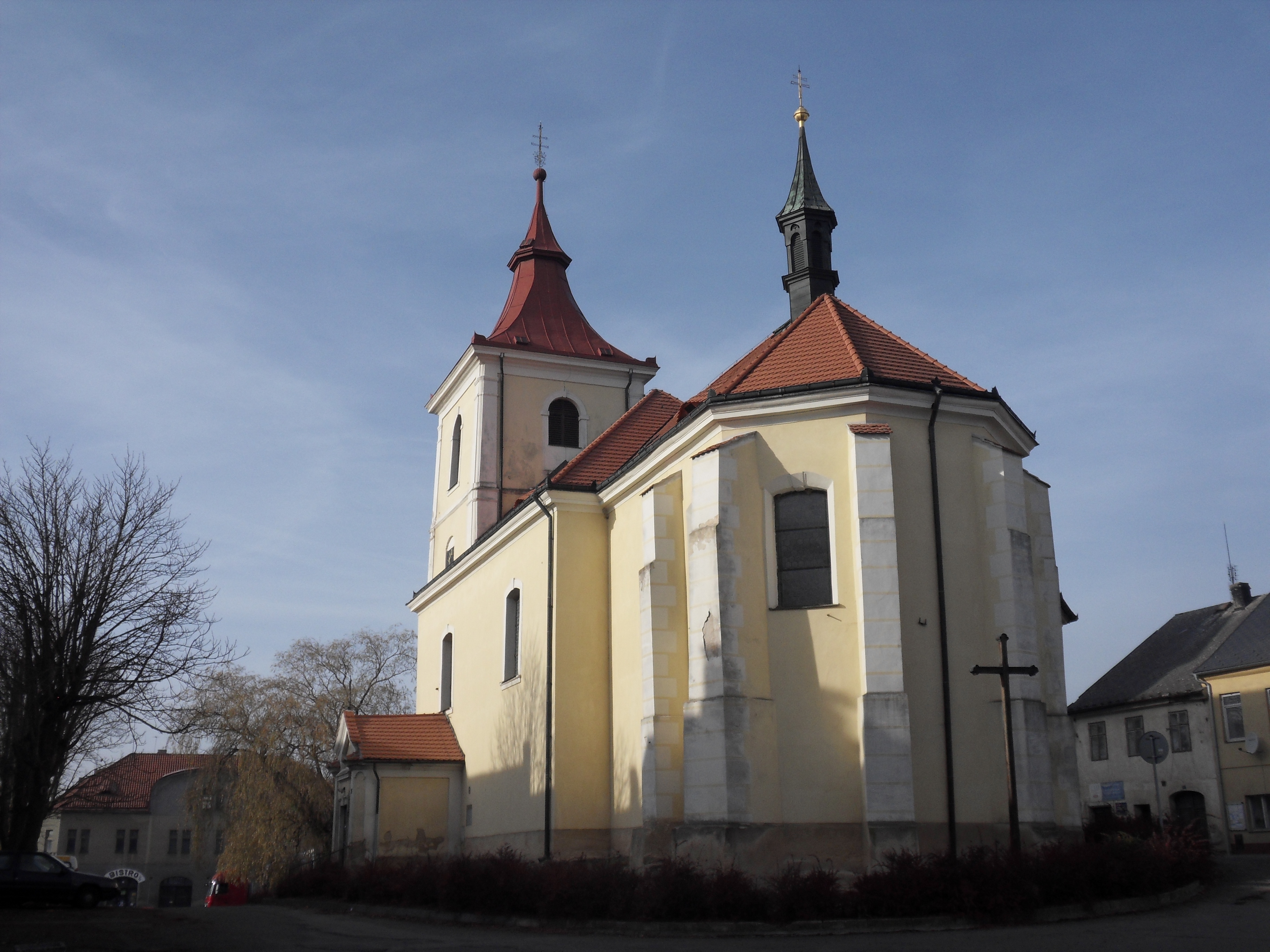
Kirche Johannes des Täufers

- Kirche Johannes des Täufers, am Markt, die ursprünglich dem Evangelisten Johannes geweihte Kirche wurde erbaut um 1350, nach der Zerstörung im Dreißigjährigen Krieg erfolgte der Wiederaufbau zwischen 1680 und 1682. Der Kirchturm entstand 1721 während der Amtszeit des Pfarrers Jan Ignác Libertin, der 1720 die gotischen Fenster durch barocke ersetzen ließ. Die Pläne für den Umbau des Kirchenschiffes stammen von Thomas Haffenecker.
- Statue des Hl. Johannes von Nepomuk, am Markt
- Kirche des Hl. Stefan in Svatý Štěpán, erbaut im 13. Jahrhundert im gotischen Stil. Im 18. Jahrhundert erhielt sie ihren barocken Kirchturm. In der Krypta befindet sich die Ruhestätte des Pfarrers und Schriftstellers Jan Ignác Libertin (1689–1756). In die abgelegene Kirche wurde in jüngster Vergangenheit mehrmals eingebrochen und Inventar gestohlen bzw. das Gotteshaus durch Vandalen geschändet.
- ehemaliges Pfarrhaus in Svatý Štěpán
- neue Pfarrhaus, erbaut 1726–1727 nach Plänen des Prager Baumeisters Thomas Haffenecker
- Statue des Hl. Antonius von Padua an der Allee nach Svatý Štěpán
- Kapelle der Hl. Anna an der Allee nach Svatý Štěpán
- Lindenallee „Svatopluk Čech“ führt von Mýto nach Svatý Štěpán
- Kapelle des Hl. Adalbert, nördlich der Stadt am Mýtský vrch, die 1790 errichtete Kapelle wurde 1854 erneuert. Im Innern befindet sich eine hölzerne Statue des Patrons. Seit 1907 führt eine von Kirschbäumen gesäumte Allee zur Kapelle, die auch aus guter Aussichtspunkt über den Brdywald gilt.

## Söhne und Töchter der Stadt
- August Wilhelm Ambros (1816–1876), österreichischer Musikhistoriker
- Alois Šmolík (1893–1952), Flugzeugkonstrukteur